# Dammartin-en-Goële
Dammartin-en-Goël település Franciaország Île-de-France régiójának Seine-et-Marne megyéjében. Lakosságszáma 2006-ban 8046 fő volt. A település Párizstól 30 kilométerre és a Párizs-Charles de Gaulle repülőtértől 10 kilométerre északkeletre fekszik.

## Fordítás
- Ez a szócikk részben vagy egészben  a   Dammartin-en-Goële című angol Wikipédia-szócikk ezen változatának fordításán alapul.  Az eredeti cikk szerkesztőit annak laptörténete sorolja fel. Ez a jelzés csupán a megfogalmazás eredetét és a szerzői jogokat jelzi, nem szolgál a cikkben szereplő információk forrásmegjelöléseként.
- Ez a szócikk részben vagy egészben  a   Dammartin-en-Goële című francia Wikipédia-szócikk ezen változatának fordításán alapul.  Az eredeti cikk szerkesztőit annak laptörténete sorolja fel. Ez a jelzés csupán a megfogalmazás eredetét és a szerzői jogokat jelzi, nem szolgál a cikkben szereplő információk forrásmegjelöléseként.